# Ворошиловградська операція (1943)
Ворошиловградська операція — наступальна операція військ Південно-Західного фронту СРСР (командуючий — генерал-полковник М. Ф. Ватутін) в ході німецько-радянської війни, здійснена 29 січня — 18 лютого 1943 року. Проводилася під кодовою назвою «Стрибок» (рос. «Прыжок»).
Задум операції полягав у тому, щоб скористатися плацдармом на правому березі річки Сіверський Донець (притока Дону) південно-східніше Ворошиловграда (нині місто Луганськ) і розгромити за підтримки Південного фронту донбаське угруповання противника (1-ша танкова армія — група армій «Дон», з 13 лютого група армій «Південь», командувач — генерал-фельдмаршал Еріх фон Манштейн).
Кінцева мета — захоплення Донбасу й оволодіння рубежем Полтава — Дніпропетровськ — Запоріжжя.
29 січня 6-та армія завдала удар від Старобільська на захід, на місто Балаклія, щоб потім повернути на південь — на Маріуполь. 30 січня 1-ша гвардійська армія (СРСР) рушила на південний захід — на Лиман, щоб далі також повернути на південь, до Азовського моря, створюючи другу дугу оточення меншого радіусу. Фронтова рухома група в складі 4-х танкових й 1-го кавалерійського корпусів завдавала удар у напрямі Маріуполя. 30 січня 3-тя гвардійська і 5-та танкова армії з плацдарму на західному березі Сіверського Дінця, біля міста Ворошиловград, але обходячи його з півдня, пішли в наступ на захід.
Маючи значну перевагу сил, радянське командування планувало досить швидко розчленувати угруповання противника і знищити частинами. Однак, коли німці стали відводити свої війська на захід, радянське командування вирішило, що ворог має намір залишити всю Лівобережну Україну, і повернуло 5 армій фронту в наступ до Дніпра, а не до Азовського моря.
6 лютого з'єднання фронту визволило місто Балаклія, 11 лютого — місто Лозова, 14 лютого — Ворошиловград і вийшло на рубіж Зміїв — Красноград — Красноармійськ (Сталінської, нині Донецької області) — Слов'янськ — Ворошиловград. Успішне просування військ правого крила сприяло частинам і з'єднанням Воронезького фронту в оволодінні 16 лютого Харковом. 7 — 17 лютого німецькі частини, що протистояли військам лівого крила Південно-Західного і правого крила Південного фронтів, змушені були відійти з Сіверського Дінця на рубіж річки Міус. Тут фронт стабілізувався до осені 1943. 6-та і 1-ша гвардійська армії Південно-Західного фронту 18 лютого вийшли на підступи до міст Дніпропетровськ і Синельникове.
Німецькі війська відчайдушно захищалися, переходячи в контрнаступи. Особливо агресивно билися танкові дивізії СС «Дас Райх» і «Вікінг».
Маючи значну перевагу в піхоті і артилерії, але дещо поступаючись кількістю танків, війська Південно-Західного фронту в ході Ворошиловградської наступальної операції відкинули війська Вермахту на 120—250 км, зайнявши північну частину Донбасу, але захопити весь Донбас їм не вдалося. 19 лютого війська Вермахту перегрупувалися, підвели підкріплення з інших ділянок фронту та завдали флангового удару, що призвело до відступу Південно-Західного фронту на рубіж Сіверського Дінця від міста Зміїв до смт Слов'яносербськ, де фронт стабілізувався.